# Laura González González
Laura Isabel González González (8 de  febrero de 1993) es una deportista olímpica colombiana. Fue seleccionada para el equipo nacional de rugby (rugby 7) femenino de Colombia en los Juegos Olímpicos de 2016.